# Том и Джерри: Полёт на Марс
«Том и Джерри: Полёт на Марс» (англ. Tom and Jerry: Blast Off to Mars) — американский научно-фантастический комедийно-приключенческий мультфильм 2005 года, главные персонажи — кот и мышь Том и Джерри. Мультфильм был снят Warner Bros. Animation и Turner Entertainment Co. Это второй полнометражный мультфильм, снятый сразу в формате Direct-to-video по франшизе «Том и Джерри», он был выпущен на DVD и VHS 18 января 2005 года, а на Blu-ray — 16 октября 2012 года.

## Сюжет
Как обычно, Том гонится за Джерри — преследуя его через весь город, пока они не попадают в «Международную космическую базу», где астронавты Базз Блистер и Бифф Баззард готовятся к полету на Марс. Во время пресс-конференции Том и Джерри оказываются на сцене, и кота сначала принимают за инопланетянина из-за того, что он измазался в зелёной краске за кулисами. Разобравшись, сотрудники базы пытаются поймать кота и мышь, но им удаётся выгнать только Тома. Во время тестирования сублимированной еды Джерри опрокидывает бутыль с водой, из-за чего раздувшаяся пища разлетается по всему помещению. Теперь сотрудники пытаются поймать Джерри, однако, решив, что поймать его сможет только Том, они впускают кота на базу и дают ему задание разобраться с Джерри. Во время погони герои случайно попадают на ракету и отправляются на Марс. Там их забывают астронавты, которые возвращаются на Землю, и вскоре после этого появляются марсиане: зелёная инопланетянка по имени Пип, собака Убу и ещё трое инопланетян, которые забирают Джерри в свое логово, где его принимают за «Великого Глопа».
После череды неурядиц и откровения, что Джерри — не Великий Глоп, Том, Джерри и Пип угоняют летающую тарелку, чтобы вернуться на Землю и предупредить всех о возможном вторжении марсиан. Героям удается отразить нападение инопланетян, но на Землю после марсиан прибывает гигантский оранжевый робот-пылесос по имени «Инвинс-а-трон» и начинает засасывать всех людей в свой мешок. Совместными усилиями Тому, Джерри и Пип удаётся остановить робота, используя косточку Спайка, которую забрасывают внутрь головы пылесоса, таким образом выведя его из строя.
В награду за победу над инопланетянами и роботом, президент США вручает Тому и Джерри ключи от автомобиля Hummer, но внезапно на церемонию награждения верхом на отремонтированном роботе-пылесосе врывается Спайк, чтобы отомстить героям за отобранную косточку. Пип подбирает на летающей тарелке Джерри, а Тому приходится самостоятельно спасаться от преследования разозленного пса.

## Роли озвучивали
- Билл Копп — Том / Репортёр #1
- Кэтрин Фиоре — Пип / Репортёр #2
- Фрэнк Уэлкер — Спайк / Убу
- Джефф Беннетт — Доктор Глюкман / Марсианский страж #1 / Президент
- Кори Бёртон — Марсианский ученый / Помощник судьи
- Брэд Гарретт — Командир Бристл / Марсианский страж #3
- Джесс Харнелл — Базз Бристл / Марсианский генерал / Марсианский рабочий #3
- Томас Кенни — Гроб / Марсианский страж #2 / Садовник #1
- Роб Полсен — Компьютер / Мальчик / Марсианский рабочий #1, 2
- Билли Уэст — Бифф Баззард / Король Сингг / Садовник #2

## Производство
По словам Билла Коппа, режиссёра и сценариста фильма, мультфильм был задуман и написан в 2003 году вместе с «Том и Джерри: Быстрый и пушистый», затем был анонсирован в Business Wire 22 ноября 2004 года. Мультфильм был анимирован компанией Toon City на Филиппинах.

## Приём
Мультфильм получил отрицательную рецензию от Radio Times, где его оценили в две звезды, отметив, что «персонажи нарисованы слишком резко, а длина повествования слишком велика для темпа, который делал оригинальный мультсериал таким превосходным». Screen Rant назвал мультфильм одним из худших фильмов о Томе и Джерри, заявив: «Сюжет довольно запутанный, путешествие на Марс и путешествие с Марса выглядят так, будто из них можно было сделать два отдельных мультфильма, и, вероятно, поэтому фильм получил более низкую оценку». В 2016 году в книге «Марс в кино: История» Томас Миллер назвал мультфильм «совершенно бессмысленным».
Отрицательный приём у мультфильма был не только в англоязычной прессе — норвежская газета Dagbladet написала, что «первые пять минут фильма, в которых Том и Джерри разоряют обычную кухню, гораздо лучше, чем всё путешествие на Марс». Немецкий сайт кинорецензий MDPress поставил мультфильму оценку 6 из 10, раскритиковав отсутствие логики в фильме даже на уровне детского мультфильма.
Рене Шонфельд из Common Sense Media, напротив, написала довольно положительную рецензию, поставив мультфильму 3 звезды из 5, и отметила: «Эта часть франшизы смешнее некоторых других и имеет более остроумный и проработанный сюжет, чем большинство остальных».